# Qəmər Almaszadə
Qəmər Almaszadə (ur. 10 marca 1915 w Baku, zm. 7 kwietnia 2006 tamże) – azerska balerina.

## Życiorys
Ojciec Qəmər był szewcem, a matka położną. Naukę baletu rozpoczęła w prywatnej szkole, która później stała się Bakı Xoreoqrafiya Məktəbinə (Akademią Choreografii). Miała 6 lat. Ojciec początkowo nie wiedział o tym, że uczęszcza na zajęcia baletowe. Po pewnym czasie dał swoją zgodę pod warunkiem, że nigdy nie wystąpi na scenie. W tamtym okresie azerskie kobiety zakrywały głowy, a role kobiece w teatrze odgrywali mężczyźni. Aby uspokoić ojca, Qəmər ukończyła średnią szkołę pedagogiczną. Jednak po ukończeniu szkoły baletowej w 1930 roku wbrew woli ojca zaczęła występować na scenie w Azerbejdżańskiego Teatru Opery i Baletu (Azərbaycan Dövlət Opera və Balet Teatrı). Dzięki wsparciu azerskiego kompozytora Üzeyira Hacıbəyova w 1932 roku wyjechała do Moskwy i uczyła się w szkole baletowej przy Teatrze Bolszoj. W latach 1933–1936 studiowała w Leningradzkiej Szkole Choreografii. W 1936 roku została solistką Azerbejdżańskiego Teatru Opery i Baletu.
W latach 50. XX wieku zakończyła karierę sceniczną. Od 1953 roku pełniła funkcję choreografa Azerbejdżańskiego Teatru Opery i Baletu (Azərbaycan Dövlət Opera və Balet Teatrı), a od 1972 roku pełniła funkcję dyrektora artystycznego zespołu baletowego. Od 1939 roku do końca lat 90. XX wieku uczyła w Bakı Xoreoqrafiya Məktəbinin (Akademii Choreografii w Baku), pełniąc w latach 90. funkcję dyrektora szkoły.
Zmarła 7 kwietnia 2006 roku w Baku. Została pochowana w Fəxri xiyabanda (Alei Honoru). W 1931 roku wyszła za mąż za kompozytora Əfrasiyaba Bədəlbəyli, ale małżeństwo się rozpadło. Nie mieli dzieci.

## Odznaczenia
- 1938: Order Czerwonego Sztandaru Pracy[1]
- 1940: Honorowy Artysta Azerbejdżańskiej SRR[1]
- 1943: Tytuł Artysty Ludowego[1]
- 1959: tytuł Artysty Ludowego ZSRR[1]
- 1952: Nagroda Stalinowska[1]
- 1995: „Şöhrət” ordeni[7]

## Upamiętnienie
- W 2015 roku zarządzeniem prezydenta obchody 100-lecia urodzin zorganizowało Ministerstwo Kultury i Turystyki[8].
- W 2016 roku został zorganizowany I Międzynarodowy Konkurs Tańca im. Qəmər Almaszadə[9].